# Helicochetina nodifera
Helicochetina nodifera är en mångfotingart som beskrevs av Kraus 1957. Helicochetina nodifera ingår i släktet Helicochetina och familjen Odontopygidae. Inga underarter finns listade i Catalogue of Life.